# Oliver Plunkett
Oliver Plunkett (även stavat Plunket), född 1 november 1625, död 1 juli 1681, var en irländsk martyr och helgon.
Plunkett hade studerat vid Irish College i Rom och åtnjöt stort anseende som professor i teologi och filosofi. Han återvände som ärkebiskop i Armagh 1669 till Irland, medan katolikernas ställning där just då i hög grad försämrats och hans ledarförmåga behövdes. 1678 spreds rykten om en farlig katolsk sammansvärjning mot kungahuset, och en svår förföljelse inleddes mot framstående katolska personer och institutioner, varvid Plunkett blev fängslad och med stöd av falska vittnen dömd till döden och därefter hängd, dragen och fyrdelad 1681. Plunkett blev beatifierad 1920. Han helgonförklarades 1975.